# Alma Fahlstrøm
Alma Fahlstrøm (Skanderborg, 28 november 1863 – Oslo 29 mei 1946) was een Deens-Noors toneelactrice en ook pianiste. Voorts woonde ze enige tijd in Zweden.

## Achtergrond
Ze werd geboren binnen het gezin van uitgever Heinrich Bosse en Anne-Marie Lehman. Ze was de zuster van actrice Harriet Bosse, operazangeres Dagmar Bosse en econoom Ewald Bosse. Op 19 september 1889 huwde ze toneelacteur John Fahlstrøm. Uit dat huwelijk werd in 1893 hun enige kind Arne Fahlstrøm geboren, die een getalenteerd acteur bleek, maar in 1912 met de Titanic ten onder ging. Het echtpaar kwam het verlies nauwelijks te boven. Uit de nalatenschap van het verder kinderloze echtpaar werd door de Noorse Reddingsmaatschappij een reddingsboot gekocht en naar Arne vernoemd.

## Artiestenleven
Vanaf  1879 werkte ze voor het Christiania Theater, eerste als actrice later ook als regisseur. Ze verhuisde met dat theatergezelschap mee naar het Nationaltheatret (1899-1903). Samen met hem bestierde ze van 1903 tot 1911 het Fahlstrøms teater in Oslo maar dat kwam niet echt van de grond. In 1927 verscheen haar boek To norske skuespilleres liv (Het leven van twee toneelacteurs), een beschrijving van het theaterleven van het echtpaar van 1878-1917.
Enkele voorstellingen:
- 1 oktober 1887: begeleiding op de piano van haar zuster Dagmar Bosse, tijdens een concert waarbij  Agathe Backer-Grøndahl samen met Johan Halvorsen een uitvoering gaf van de Kreutzersonate van Ludwig van Beethoven
- 19 augustus 1888: begeleiding op de piano van haar zuster Dagmar Bosse, Constance Bruun en haar toekomstig man Johan Fahlstrøm.
- juni 1889: Cornevilles klokker
- 4 augustus 1892: Optreden als Alma Bosse Fahlstrøm met haar man Johan Fahlstrøm
- 1917: Quo Vadis van Henryk Sienkiewicz door Alma Fahlstrøm geënsceneerd.

- Bibsys: 90162401
- International Standard Name Identifier: 0000 0003 5964 3134
- KulturNav: 0d908f2d-b689-4b59-8e0f-79be32bca366
- Virtual International Authority File: 222314021